# Echinochalina tuberosa
Echinochalina tuberosa är en svampdjursart som beskrevs av Hooper 1996. Echinochalina tuberosa ingår i släktet Echinochalina och familjen Microcionidae.
Artens utbredningsområde är Queensland. Inga underarter finns listade i Catalogue of Life.